# Doctoraat in de kunsten
Het doctoraat in de kunsten is de hoogste universitaire graad gericht op musici, kunstenaars en ontwerpers en bestaat sinds 2004 in Vlaanderen en sinds 2010 in Nederland. Dit doctoraat is het equivalent van het practice-based PhD dat in andere landen al langer ingeburgerd is. Al in 2003 waren er in het Verenigd Koninkrijk meer dan 40 kunsthogescholen die studieprogramma’s voor zulke doctoraten in de kunsten aanboden. Meer dan 2000 studenten waren in die programma's ingeschreven. In Australië en Maleisië is een practice-based PhD een vereiste om les te geven op een kunsthogeschool.
Het doctoraat in de kunsten wordt behaald op basis van een artistieke prestatie, aangevuld met een reflectie op het werkproces door de doctorandus (mogelijk, maar niet noodzakelijk, onder de vorm van een proefschrift). Net zoals de meeste wetenschappelijke doctorandi aan een universiteit zijn aangesteld of verbonden, is de doctorandus in de kunsten vaak aan een kunsthogeschool verbonden, waar hij of zij mogelijk ook een lesopdracht heeft. De doctorsgraad zelf kan echter enkel door een universiteit verleend worden, en niet door een hogeschool. Daarom wordt een doctorandus in de kunsten (tenminste toch in Vlaanderen) steeds begeleid door een promotor die als zelfstandig academisch personeel aan een universiteit verbonden is.
In Nederland en Vlaanderen is een doctoraat in de kunsten geen vereiste om te kunnen lesgeven aan een instelling voor hoger kunstonderwijs. Tijdens de periode 2005–2006, toen de eerste doctors in de kunsten promoveerden in Vlaanderen, werd dit wel als doelstelling naar voor geschoven door sommige deelnemers van het debat.

## Historiek
Het debat rond het doctoraat in de kunsten kwam op gang naar aanleiding van de Bolognaverklaring (1999). Daar werd beslist het hoger onderwijs in Europa te homogeniseren. Zo zouden onder meer alle hogescholen die een academische opleiding aanboden, hun afgeleverde diploma's omzetten naar Masterdiploma's. Daar was wel een belangrijke voorwaarde aan verbonden: enkel instituten waar aan (academisch) onderzoek werd gedaan, konden Masterdiploma's uitreiken.
In Vlaanderen gaf dit aanleiding tot een proces dat bekend is geworden als de ‘academisering’ van het hoger kunstonderwijs, of het stimuleren van een onderzoekscultuur binnen de overwegend op de kunstpraktijk georiënteerde hogescholen. Die onderzoekscultuur zou dan in de eerste plaats gestalte krijgen via doctoraatsprojecten.
De eerste kunstenaar die tot doctor in de kunsten promoveerde was fotograaf Maarten Vanvolsem (Katholieke Universiteit Leuven, september 2006), en de eerste musicus was Barthold Kuijken (Vrije Universiteit Brussel, november 2007).

## Polemiek
Reeds van bij het begin was het doctoraat in de kunsten bijzonder omstreden onder kunstenaars, kunstcritici en docenten. Er werden meerdere problemen gesignaleerd:
1. Het gerucht dat het doctoraat in de kunsten een vereiste zou worden voor docenten in het hoger kunstonderwijs, deed sommigen vrezen dat dit zou leiden tot de vorming van een ‘tweede circuit’ van kunstenaars met weinig ervaring in het professionele kunstenveld, maar die wel in het bezit zouden zijn van een doctoraat en dus (exclusief) gemachtigd om les te geven.[3]
2. Doordat alleen universiteiten in staat zijn om doctoraten uit te reiken, betekent de academisering van het hoger kunstonderwijs feitelijk dat het een stuk van zijn autonomie verliest. Academies en conservatoria zouden meer en meer kunnen gedwongen worden zich te conformeren aan de regels en normen van het universitaire systeem.
3. De suggestie dat een ideaal doctoraat in de kunsten zou bestaan uit een kunstwerk aangevuld met een theoretische reflectie van de kunstenaar (al dan niet onder de vorm van een regulier proefschrift), werd bekritiseerd omdat de auteur zo gedwongen wordt het eigen artistieke werk te analyseren. Dat plaatst hem of haar in een ongemakkelijke positie, zodat “het toegevoegde ‘discours’ niet anders dan bijzonder defensief, apologetisch en zelfs bedrieglijk kan zijn”.[4]